# Pokaz mody

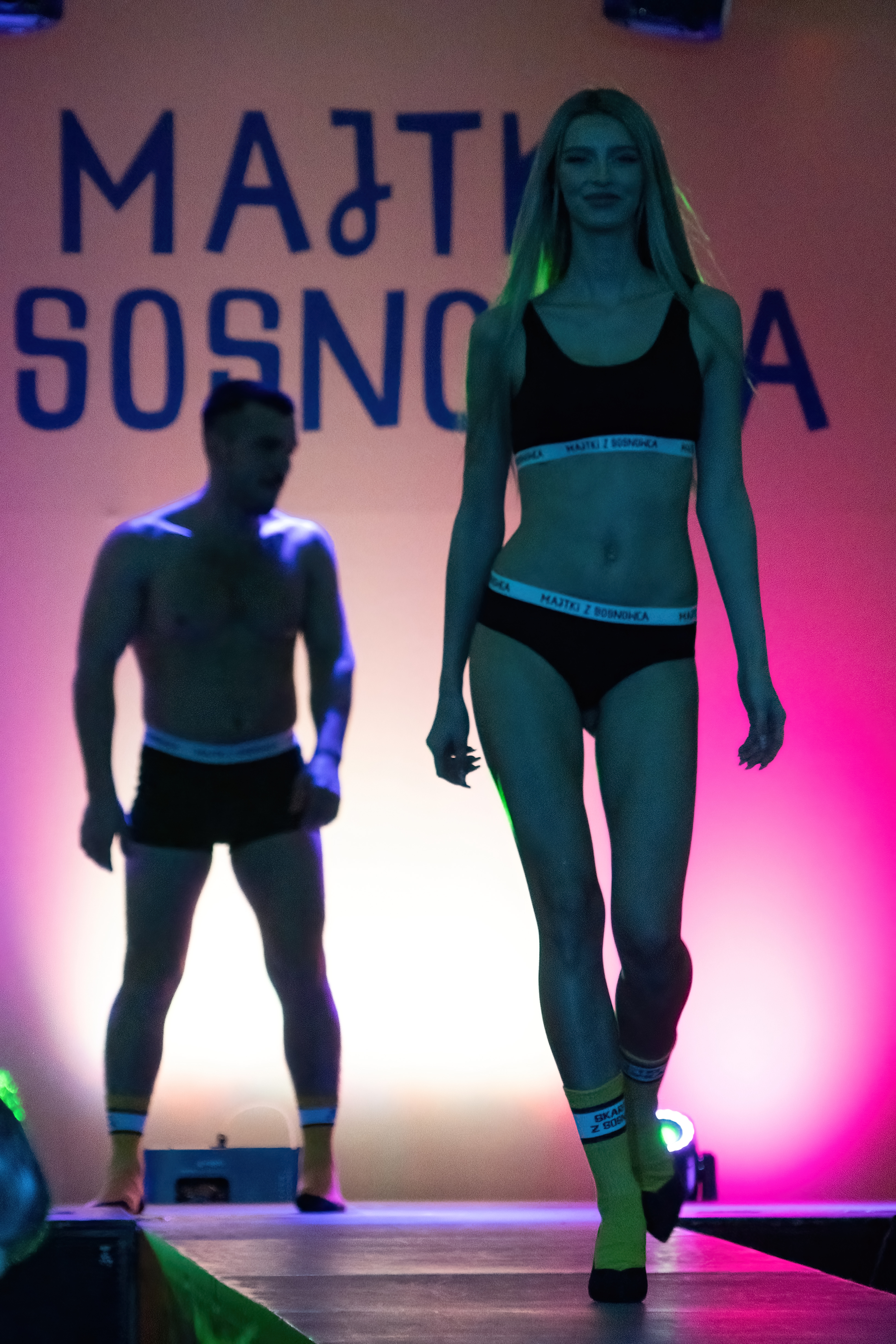
Pokaz bielizny marki „Majtki z Sosnowca”

Pokaz mody — wydarzenie organizowane przez projektantów mody lub domy mody w celu zaprezentowania swojej kolekcji ubrań i/lub akcesoriów podczas tygodnia mody, najczęściej nadchodzącej. Pokazy mody odbywają się sezonowo, szczególnie na wiosnę/lato oraz jesień/zimę, co pozwala projektantom promować swoje nowe kolekcje. Największe imprezy tego typu na świecie to pokazy tygodnia mody znane jako „Wielka Czwórka” — odbywają się w Nowym Jorku, Londynie, Mediolanie i Paryżu. Berliński tydzień mody.
W typowym pokazie mody modelki prezentują na wybiegu ubrania stworzone przez projektanta. Kreacje są eksponowane dzięki odpowiedniemu oświetleniu i efektom specjalnym. Kolejność prezentacji strojów jest zazwyczaj starannie zaplanowana, aby podkreślić przesłanie kolekcji. Publiczność interpretuje pokaz, analizując każdy strój i doceniając kunszt wykonania.
Czasami pokazy przyjmują formę instalacji, gdzie modelki pozostają statyczne, stojąc lub siedząc w zaprojektowanym otoczeniu. Współcześni projektanci często przekształcają swoje pokazy w teatralne widowiska, wykorzystując rozbudowane scenografie, muzykę na żywo czy elementy technologiczne, takie jak hologramy czy projekcje wideo.
Pokazy mody prezentują najnowsze sezonowe style, funkcjonując zarówno jako ruchome wystawy sztuki, jak i wzorce dla sklepów fast fashion, które kopiują projekty z wysokiej mody. Czasami są postrzegane jako szokujące, co często jest celowym zabiegiem mającym na celu wygenerowanie rozgłosu. Dla wielu osób pokazy mody to także styl życia i sposób na uchwycenie rocznego nastroju. Prezentacje modowe w erze cyfrowej ewoluowały, a pandemia przyspieszyła ten proces.

## Historia

### XIX i XX wiek

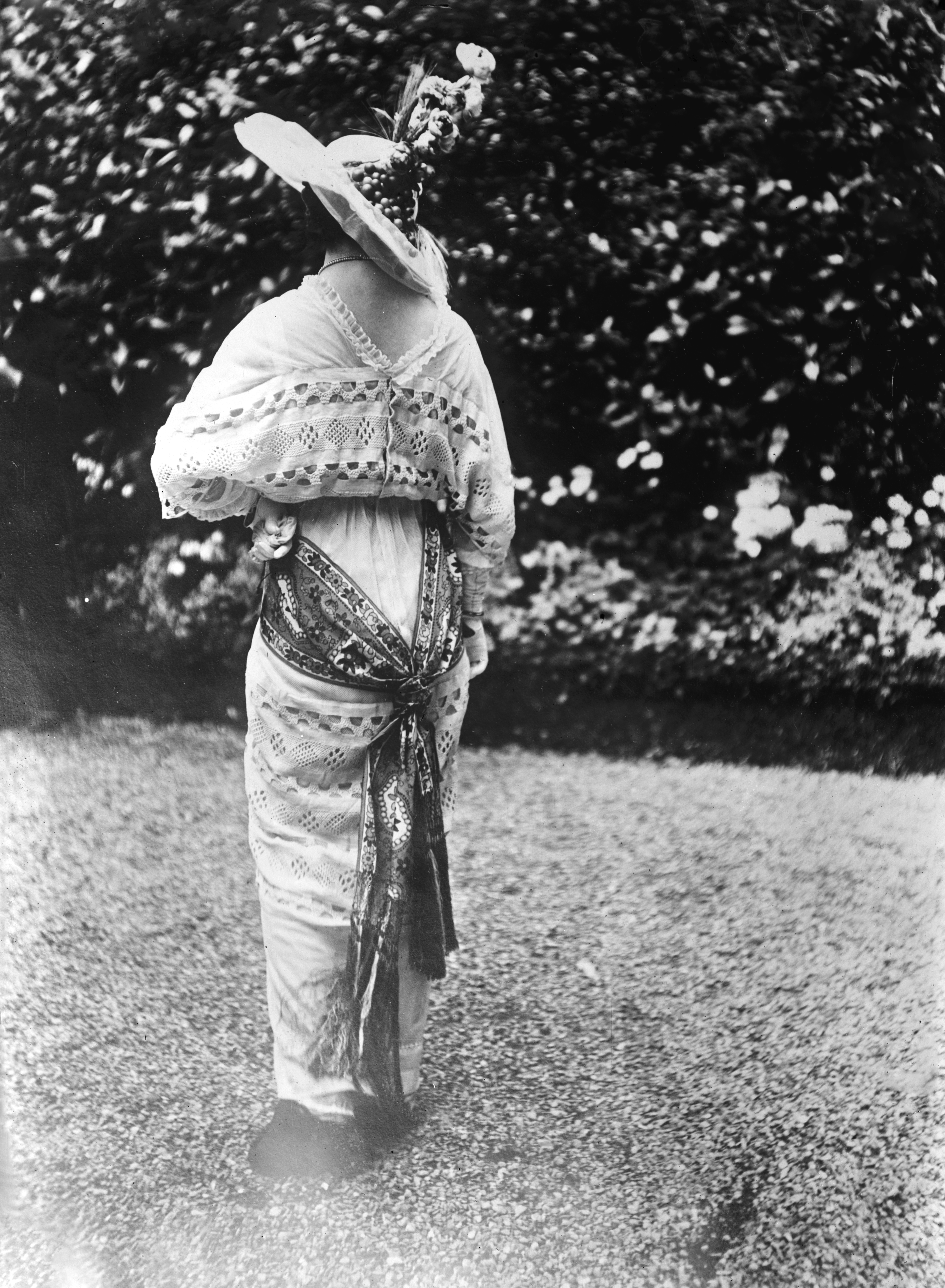
Moda paryska i wybieg na przełomie wieków

Początki pokazów mody są niejasne, ponieważ historycy nie przeprowadzili jeszcze kompleksowych badań na ten temat. Jednym z prekurosów tego konceptu był Charles Frederick Worth, który zyskał popularność, prezentując ubrania na prawdziwych ludziach zamiast manekinach. Pod koniec XIX wieku i na początku XX wieku doświadczeni biznesowo projektanci zatrudniali kobiety do noszenia swoich projektów na promenadach otaczających tory wyścigowe, co pozwalało im być zauważonym, naśladowanym, fotografowanym i relacjonowanym przez media. Na przełomie XIX i XX wieku wielu wysokiej klasy projektantów mody zatrudniało własnych modeli, aby prezentować swoje najnowsze projekty elitarnej klienteli. Te prywatne, nieformalne pokazy zazwyczaj obejmowały modelki spacerujące od niechcenia, podczas gdy małe grupy klientów popijały herbatę i przegryzały kanapki. Pod koniec XIX wieku "parady mody" były regularnie organizowane w paryskich salonach krawiectwa wysokiego. W latach 1908–1910 zyskały one na popularności i coraz częściej były to wydarzenia zaplanowane. Te pierwsze pokazy w salonie trwały nawet trzy godziny i często były powtarzane codziennie przez kilka tygodni.  
Amerykańscy detaliści zaadaptowali koncepcję pokazu mody na początku XX wieku. Pierwszy amerykański pokaz mody prawdopodobnie odbył się w 1903 roku w nowojorskim sklepie Ehrlich Brothers. Do 1910 roku duże domy towarowe, takie jak Wanamaker's w Manhattanie i Filadelfii, również organizowały pokazy mody. Wydarzenia te prezentowały suknie couture z Paryża lub ich kopie wykonane przez sklep; miały na celu demonstrowanie dobrego smaku właścicieli i przyciąganie uwagi klientek/ W miarę jak popularność tej formy prezentacji rosła, domy mody od 1918 roku zaczęły ustalać stałe daty pokazów, które odbywały się dwa razy w roku, aby umożliwić planowanie i promocję kolekcji wśród zagranicznych kupców. Pokazy często organizowano w domach towarowych lub hotelach. Europejskie domy mody aktywnie poszukiwały nabywców w Stanach Zjednoczonych organizując pokazy szczególnie w dużych miastach. Dd 1920 roku stał się on w takim samym stopniu wydarzeniem towarzyskim, jak bal czy sztuka teatralna.
W latach 20. XX wieku pokazy mody stały się popularne wśród detalistów w Stanach Zjednoczonych. Często miały one charakter teatralny, opowiadając historie lub organizowane wokół tematu, takiego jak Paryż, Chiny czy Rosja. Pokazy te cieszyły się ogromną popularnością w połowie stulecia, przyciągając tysiące klientów i widzów.

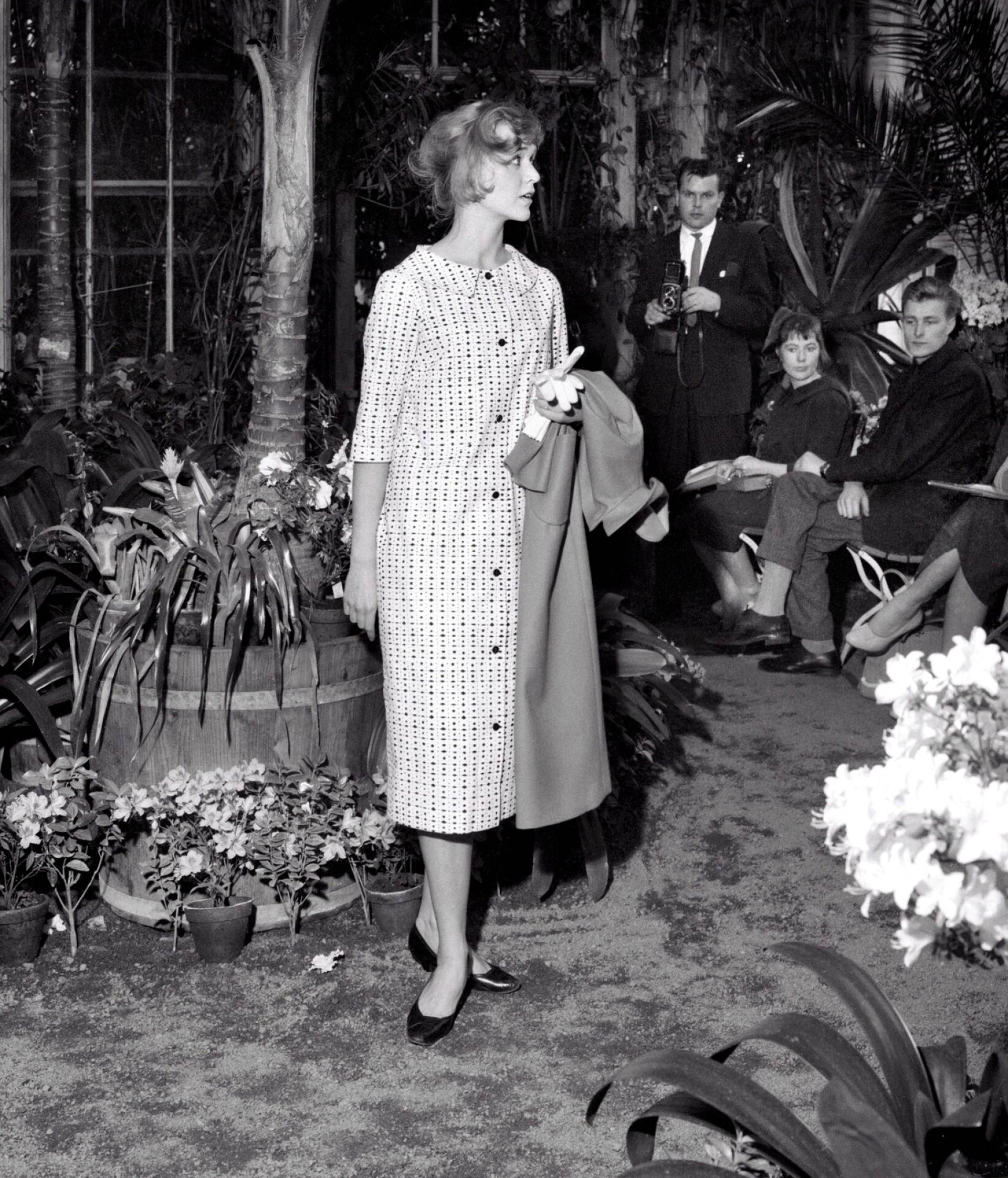
Fińska aktorka Elina Salo prezentująca ubrania zaprojektowane przez Vuokko Nurmesniemi podczas pokazu mody w Helsinki Botanical Garden w 1958 roku

W latach 70. i 80. amerykańscy projektanci zaczęli organizować swoje pokazy w prywatnych przestrzeniach, oddzielonych od domów towarowych jednak na początku lat 90. XX w. wiele osób w świecie mody zaczęło kwestionować tę strategię. Fern Mallis, ówczesny dyrektor wykonawczy Council of Fashion Designers of America, przypominał, że po serii wypadków na pokazach odbywających się w małych, niebezpiecznych miejscach, pojawiło się podejście: „Kochamy modę, ale nie chcemy za nią umierać”. W odpowiedzi na te incydenty pokazy w Nowym Jorku zostały scentralizowane w Bryant Park podczas New York Fashion Week w końcu 1993 roku.
W latach osiemdziesiątych pokazy mody stały się tak popularne, że Thierry Mugler był w stanie zorganizować kolosalny pokaz mody w 1984 roku na stadionie Le Zénith w Paryżu. Dzięki temu, że połowa biletów mogła zostać sprzedana szerokiej publiczności, pokaz został zaprezentowany publiczności liczącej 6000 osób.

### Transformacja w spektakl
W latach 60. XX wieku pokazy mody zaczęły ewoluować z prostych prezentacji odzieży w widowiska teatralne. Projektanci tacy jak André Courrèges czy Paco Rabanne wprowadzali futurystyczne elementy, a muzyka i choreografia stały się nieodłącznym elementem pokazów.
W późniejszych dekadach projektanci, tacy jak Thierry Mugler czy John Galliano, przekształcili pokazy mody w spektakularne wydarzenia, które często przyciągały tyle samo uwagi co same kreacje. Galliano zyskał uznanie dzięki takim kolekcjom jak „Clochards” czy „La mode dla wszystkich”.
W XXI wieku widowiskowe pokazy organizowane przez Karla Lagerfelda dla Chanel, takie jak wybieg w formie supermarketu czy lasu z prawdziwymi drzewami, stały się symbolem rozmachu w modzie.

### XXI wiek

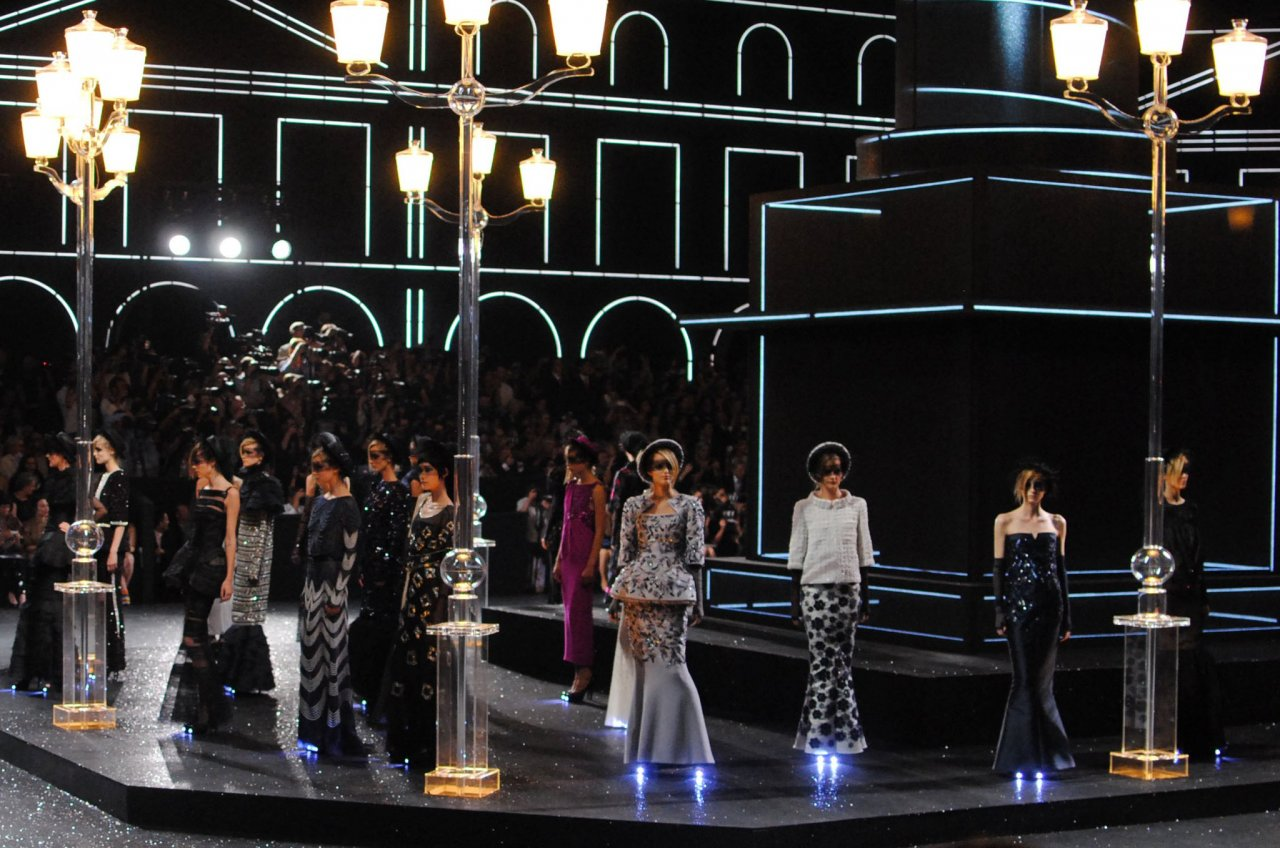
Przykład rozbudowanej scenografii użytej podczas pokazu Chanel Haute Couture Jesień-Zima 2011

Współcześni projektanci eksperymentują z nowoczesnymi technologiami, integrując je z pokazami mody. Na przykład, podczas New York Fashion Week w 2014 roku, projektant Ralph Lauren zaprezentował swoją kolekcję Polo na wiosnę 2015, wykorzystując projekcje na ekranie wodnym w Central Parku.
Postęp technologiczny umożliwił także szerszemu gronu publiczności dostęp do pokazów mody poprzez transmisje na żywo. W 2010 roku London Fashion Week jako pierwszy umożliwił oglądanie pokazów na żywo przez Internet. Transmisje na żywo i pokazy wirtualne stały się powszechne.
W XXI wieku pokazy mody są dokumentowane i emitowane w telewizji lub publikowane w formie filmów dokumentalnych. Wielu projektantów zwiększyło rozmach pokazów, wprowadzając skomplikowane scenografie, co często wiąże się z wyższymi kosztami.

### Przełomowe pokazy mody
- „New Look” Christiana Diora w 1947 roku, który zrewolucjonizował kobiecą sylwetkę i modę powojenną[18].
- Kolekcja „Clochards” Johna Galliano dla Diora na początku XXI wieku, łącząca teatralność z modą luksusową[19].
- Widowiskowe pokazy Karla Lagerfelda dla Chanel, takie jak supermarket (2014) czy las (2018), które przekształciły modę w sztukę[20].

## Format i miejsce

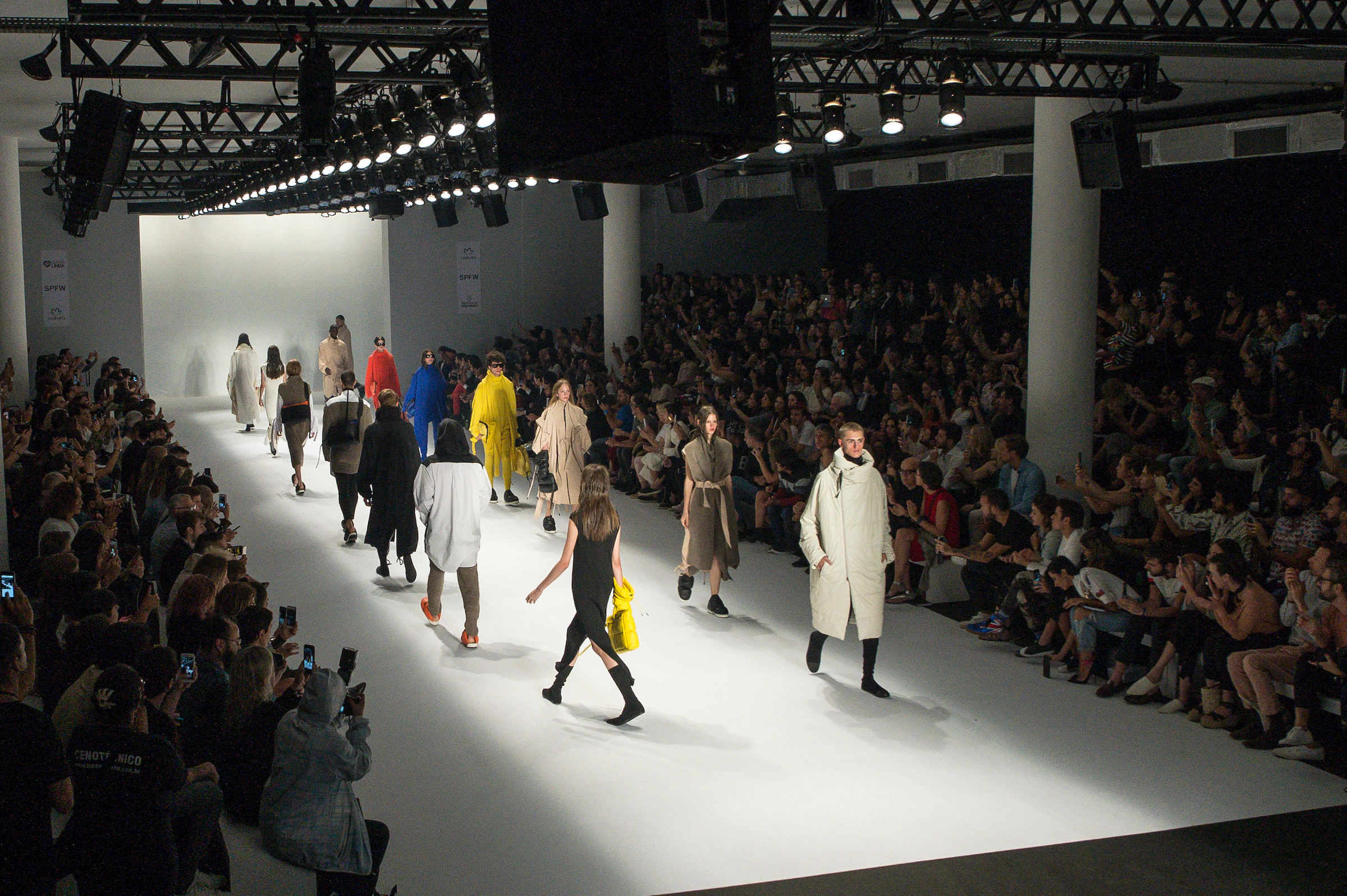
Modelki na wybiegu podczas São Paulo Fashion Week, 2017

Wybieg — kluczowy element pokazu mody. Historycznie wybieg miał prostą, prostokątną formę, z modelkami przechadzającymi się wzdłuż widowni. Współczesne pokazy wprowadzają bardziej kreatywne rozwiązania, takie jak wybiegi okrągłe czy wielopoziomowe. Może on być prosty, jak wąska przestrzeń pomiędzy rzędami krzeseł, lub bardziej złożony, z wieloma podestami. 
Większość pokazów odbywa się w pomieszczeniach, aby chronić się przed warunkami atmosferycznymi, ale zdarzają się także pokazy na świeżym powietrzu. Goście na pokazach są rozmieszczeni zazwyczaj w pomieszczeniu zgodnie z ich "ważnością" w danym momencie: rozmieszczenie w obrębie miejsca systematycznie odpowiada hierarchii mody w danym momencie.
W 2016 roku, podczas Paris Fashion Week, Chanel zaprojektował halę w formie lotniska. Publiczność siedziała, jakby oczekiwała na lot, podczas gdy modelki przechadzały się wśród stoisk odpraw.

## Modelki

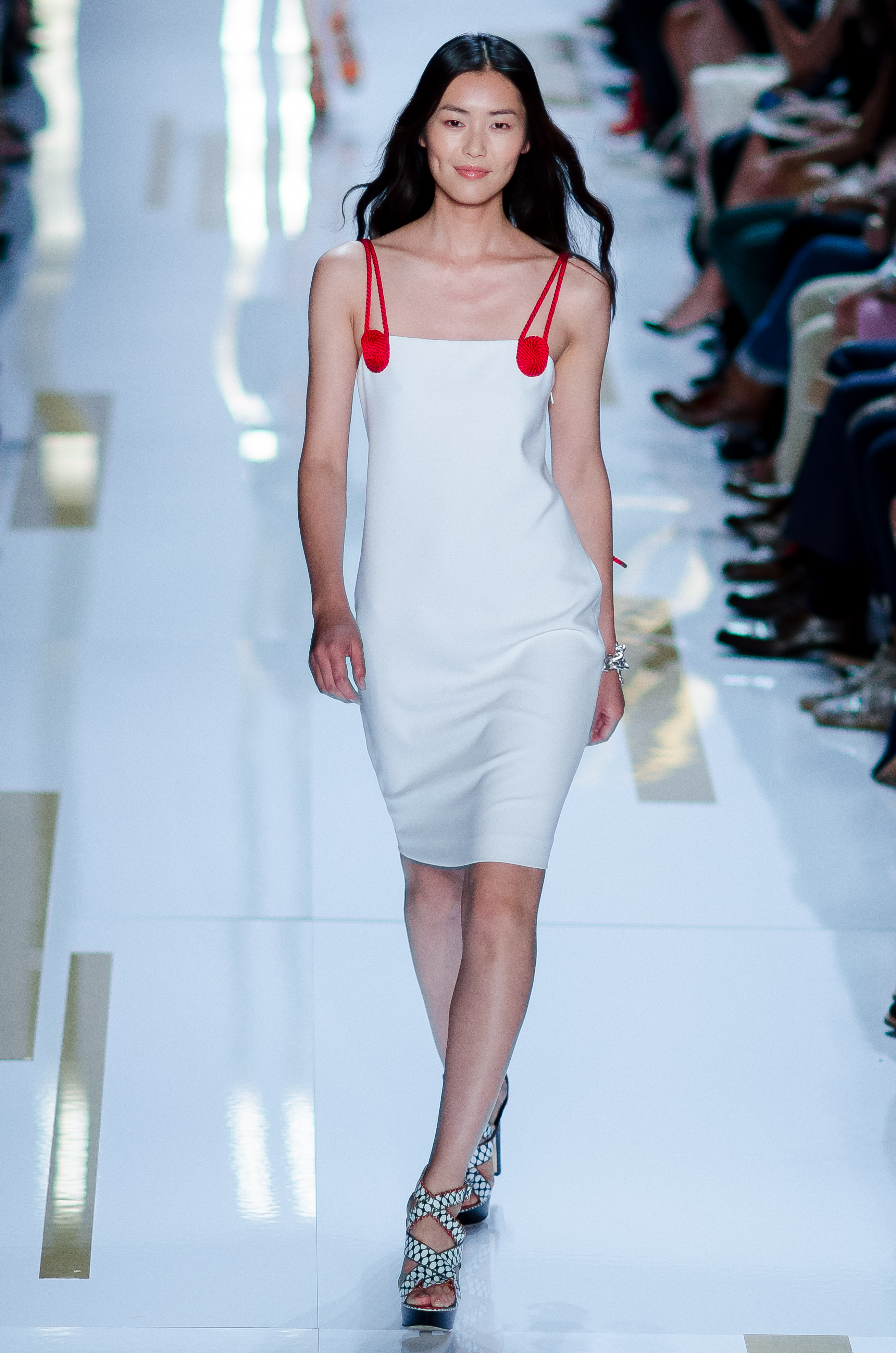
Liu Wen, supermodelka, na wybiegu podczas pokazu kolekcji Diane von Fürstenberg podczas New York Fashion Week w 2013 roku

Wraz z pojawieniem się pokazów mody szybko powstała koncepcja modelki wybiegowej. Początkowo domy mody zatrudniały własne modelki wewnętrzne, które były dostosowywane do ubrań prezentowanych na pokazach. Dzięki temu ubrania były idealnie dopasowane do sylwetek, co zwiększało ich sprzedaż. W miarę jak zapotrzebowanie na modelki rosło, powstały agencje modelek, które zaczęły reprezentować profesjonalne modelki wybiegowe.